# Bud Cort
Pour les articles homonymes, voir Cort (homonymie).
Bud Cort, nom de scène de Walter Edward Cox, est un acteur américain né le 29 mars 1948 à Nouvelle-Rochelle (New York).

## Biographie
Après avoir enchaîné des films d'auteur qui furent de très grands succès (M.A.S.H., Harold et Maude), il est l'un des plus jeunes acteurs à être distingué au début des années 1970 : nommé pour les prix Golden Globe du meilleur acteur (1972) et BAFTA de l'acteur le plus prometteur (1973), récompensé par une Étoile de Cristal par l'Académie du cinéma de Paris (1973), plus une distinction exceptionnelle : honoré à 25 ans pour sa courte carrière par la Cinémathèque française, comme l'ont été avant lui seulement quelques acteurs emblématiques (Charles Chaplin, Buster Keaton, Laurence Olivier, Orson Welles). 
En 1979, alors en pleine ascension professionnelle, il est victime d'un terrible accident de voiture qui le laisse défiguré, bras et jambe cassés. Cet accident eut de nombreuses répercussions autant dans sa vie privée que professionnelle : procès perdu, carrière altérée, et surtout onéreuses et multiples interventions chirurgicales plastiques et réparatrices assorties d'une physiothérapie qui lui coûtèrent toutes ses économies.

## Filmographie sélective

### En tant qu’acteur

#### Cinéma
- 1967 : Escalier interdit (Up the Down Staircase) de Robert Mulligan : un étudiant (non crédité)
- 1969 : Sweet Charity de Bob Fosse : un hippie (non crédité)
- 1970 : Des fraises et du sang (The Strawberry Statement) de Stuart Hagmann : Elliot
- 1970 : M.A.S.H. de Robert Altman : le soldat Lorenzo Boone
- 1970 : Gas-s-s-s de Roger Corman : Hooper
- 1970 : Brewster McCloud de Robert Altman : Brewster McCloud
- 1971 : Harold et Maude (Harold and Maude) de Hal Ashby : Harold
- 1975 : Roma drogata: la polizia non può intervenire de Lucio Marcaccini : Massimo Monaldi
- 1977 : Pitié pour le prof (Why Shoot the Teacher?) de Silvio Narizzano : le professeur Max Brown
- 1984 : La Belle et l'Ordinateur (Electric Dreams) de Steve Barron : Edgar
- 1984 : Maria's Lovers de Andreï Kontchalovski : Harvey
- 1987 : Magie Rose (Love at Stake) de John Moffitt : Parson Babcock
- 1989 : L'Arme du clown (Out of the Dark) de Michael Schroeder : Doug Stringer
- 1990 : Sanglante Paranoïa (Brain Dead) de Adam Simon : le docteur Halsey
- 1991 : Ted and Venus de Bud Cort : Ted Whitley
- 1995 : Heat de Michael Mann : le patron du restaurant
- 1995 : Theodore Rex, de Jonathan Betuel : Spinner
- 1999 : Dogma de Kevin Smith : John Doe Jersey
- 1999 : But I'm a Cheerleader (Mais je suis une pom-pom girl) de Jamie Babbit : Peter Bloomfield
- 2000 : The Million Dollar Hotel de Wim Wenders : Shorty
- 2000 : West of Hell de Dwight Yoakam : l'agent Otts
- 2000 : Pollock de Ed Harris : Howard Putzel
- 2002 : The Big Empty de Steve Anderson : Neely
- 2003 : La Vie aquatique (The Life Aquatic with Steve Zissou) de Wes Anderson : Bill Ubell
- 2007 : Le Nombre 23 (The Number 23) de Joel Schumacher : le docteur Sirius Leary (non crédité)

#### Télévision
- Bud Cort compte également à son actif de nombreuses apparitions télévisuelles aux États-Unis, dans diverses séries TV.
- 1993 : Les Soldats de l'espérance (And the Band Played On), docufiction télévisé de Roger Spottiswoode : l'antiquaire

### En tant que réalisateur et scénariste
- 1991 : Ted and Venus